# 1-Haloadamantane

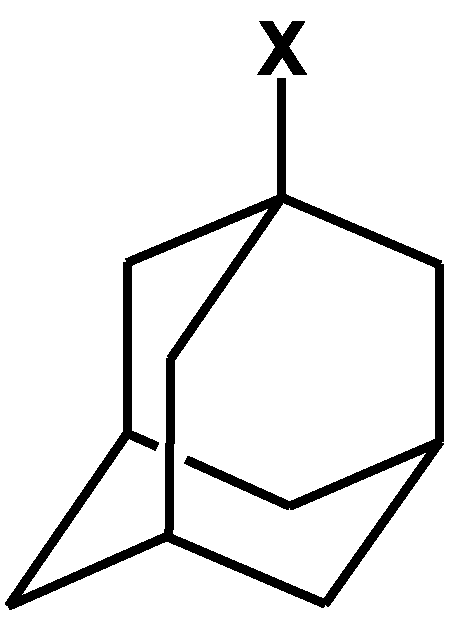

Un 1-haloadamantane est un composé organique halogéné dérivé de l'adamantane. Les 1-haloadamantanes sont représentés par les quatre molécules suivantes :
- 1-fluoroadamantane ;
- 1-chloroadamantane ;
- 1-bromoadamantane ;
- 1-iodoadamantane.

Ils ont été très étudiés pour leur potentiel d'anticancéreux en particulier pour traiter les leucémies.
D'autres composés analogues comme l'amantadine (X=NH2) ou le rimantadine (X=CH(CH3)NH2) ont aussi des propriétés thérapeutiques, antiparkinsonien et antiviral pour ces deux composés.
| Nom                   | 1-Fluoroadamantane | 1-Chloroadamantane | 1-Bromoadamantane | 1-Iodoadamantane |
| --------------------- | ------------------ | ------------------ | ----------------- | ---------------- |
| Formule brute         | C10H15F            | C10H15Cl           | C10H15Br          | C10H15I          |
| Numéro CAS            | 768-92-3           | 935-56-8           | 768-90-1          | 768-93-4         |
| Masse molaire (g/mol) | 154.224503         | 170.6791           | 215.1301          | 262.13057        |
| Pf (°C)               | 225                | 163-166            | 117-120           | -                |
| Péb (°C)              | -                  | -                  | -                 | -                |
| Densité               | -                  | -                  | -                 | -                |
| Référence synthèse    | ,                  | [ 3 ]              | [ 4 ]             | [ 5 ]            |